# Banghra
Banghra var en spansk musikgrupp som bildades år 2007. Gruppen upplöstes redan nästa år men hann släppa två album och ett par lyckade singlar. 

## Biografi
Gruppen bestod av Javi Mota, Lidia Guevara och Victoria Gómez. Deras låtar är på både engelska och spanska. Debutalbumet La danza del vientre blev en succé. Det sålde 110 000 exemplar och nådde tredje plats på albumlistan i Spanien. Det andra albumet ...a bailar! gick det också bra för även om det inte blev lika framgångsrikt som debuten. Deras mest framgångsrika låt är debutsingeln "My Own Way".

## Diskografi

### Album
- 2007 - La danza del vientre
- 2008 - ...a bailar!

### Singlar
- 2007 - "My Own Way"
- 2008 - "Promised Land"
- 2008 - "Una especie en extinción"
- 2008 - "Unidos"